# Copelatus eucritus
Copelatus eucritus är en skalbaggsart som beskrevs av Guignot 1952. Copelatus eucritus ingår i släktet Copelatus och familjen dykare. Inga underarter finns listade i Catalogue of Life.